# Mikoyan LMFS
Mikoyan LMFS (tiếng Nga: Микоян ЛМФС) là một loại máy bay tiêm kích tàng hình một động cơ của Nga, được đề xuất dựa trên loại máy bay Mikoyan Project 1.44 đã bị hủy bỏ. Những hình ảnh gần đây về mẫu thiết kế tiêm kích này cho thấy nó có khoang quân giới lớn.